# بني موسى (بني أورى بني مكسال)
بني موسى هو دُوَّار يقع بجماعة عين تيزغة، إقليم بنسليمان، جهة الدار البيضاء سطات في المملكة المغربية. ينتمي الدوّار لمشيخة بني أورى بني مكسال التي تضم 8 دواوير. يقدر عدد سكانه بـ 678 نسمة حسب الإحصاء الرسمي للسكان والسكنى لسنة 2004.

## روابط خارجية
- البوابة الوطنية للجماعات الترابية نسخة محفوظة 12 مارس 2018 على موقع واي باك مشين.
- المندوبية السامية للتخطيط